# Маркова Олена Олексіївна
Олена Олексіївна Маркова (12 січня 1930, с. Гнівань (нині місто), Україна — 21 січня 2000, м. Тернопіль, Україна) — українська патофізіолог. Доктор медичних наук (1968), професор (1970). Заслужений діяч науки і техніки України (1997).

## Життєпис
Народилася 12 січня 1930 року в селі Гнівані (нині місто) Тиврівського району Вінницької області, Україна.
Закінчила у 1954 році Вінницький медичний інститут (нині Національний медичний університет імені Миколи Пирогова).
Від 1957 року працювала на кафедрі патологічної фізіології Тернопільського медичного інституту (нині університет), упродовж 1975—2000 років — завідувачка цієї кафедри.

## Наукова робота
Сфера наукових напрямків: реактивність організму, гіпоксія, гіпокінезія, адреналінова міокардіодистрофія, ожиріння. Розробила комплексну методику лікування ожиріння кисневою піною.

## Доробок
Авторка і співавтор більше 190 наукових і навчально-методичних праць, у тому числі книги «Лікування ожиріння» (1986), «Як запобігти ожирінню» (1993).
Має 3 авторські свідоцтва на винаходи.